# Lennert Teugels
Lennert Teugels (Opwijk, 9 aprile 1993) è un ciclista su strada belga, che corre per il team Tarteletto-Isorex.

## Palmarès

### Strada
- 2017 (Profel United, una vittoria)

3ª tappa Tour de la Province de Namur (Vresse-sur-Semois > Gedinne)
- 2022 (Tarteletto-Isorex, due vittorie)

3ª tappa International Tour of Hellas (Delfi > Karditsa)
3ª tappa Tour of Iran (Azerbaigian) (Jolfa > Kaleibar)

#### Altri successi
- 2018 (Cibel-Cebon)

Wingene Koerse
- 2021 (Tarteletto-Isorex)

Classifica scalatori Tour du Rwanda
- 2023 (Bingoal WB)

Classifica scalatori La Tropicale Amissa Bongo

## Piazzamenti

### Classiche monumento
- Liegi-Bastogne-Liegi

2023: 108º